# Alan Sánchez
Alan Sánchez (Buenos Aires, 23 novembre 1985) è un ex calciatore argentino, di ruolo centrocampista.

## Carriera
Ha giocato nella massima serie dei campionati argentino, cileno, greco ed ecuadoriano.